# مطار الدلنج
مطار الدلنج (بالإنجليزية: Dilling Airport)‏ (ايكاو: HSDL) هو مطار يخدم الدلنج في السودان. المطار على بعد 6 كيلومترات (3.7 ميل) جنوب شرق المدينة.